# Mytilinidion acicola
Mytilinidion acicola är en svampart som beskrevs av Georg Winter 1880. Mytilinidion acicola ingår i släktet Mytilinidion och familjen Mytilinidiaceae.  Arten är reproducerande i Sverige. Inga underarter finns listade i Catalogue of Life.